# Han-Dynastie

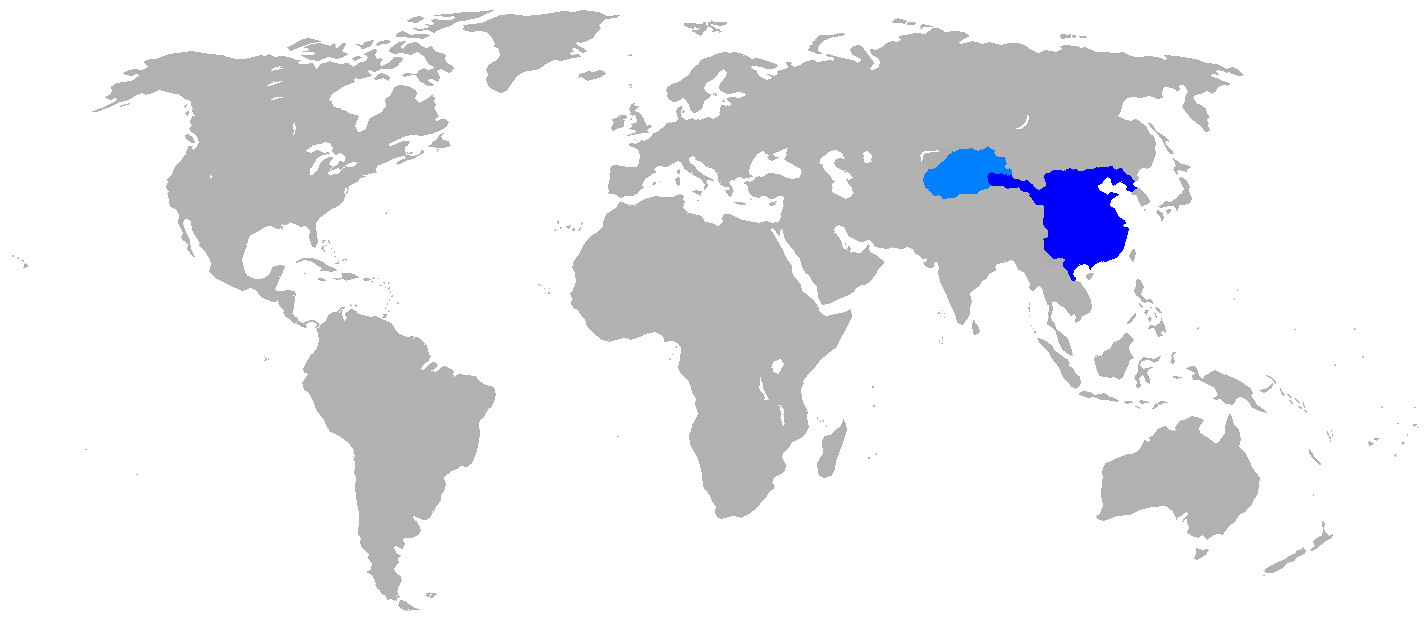
Gebiet der Han-Dynastie und Außenbeziehungen zur Zeitenwende

Die Han-Dynastie (chinesisch 漢朝 / 汉朝, Pinyin hàncháo) regierte das Kaiserreich China von 206 v. Chr. bis 220 n. Chr. Man unterscheidet zwischen der Periode der Frühen Han (207 v. Chr.–6/9 n. Chr.) und der Späten Han (23/25–220), unterbrochen durch die Herrschaft des Wang Mang.

## Frühe Han-Dynastie

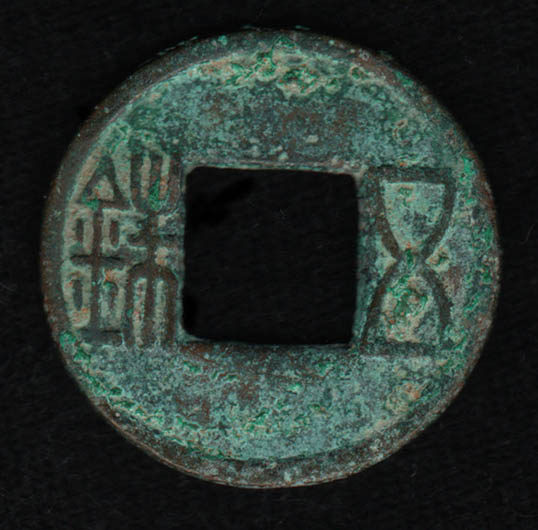
Bronzemünze der frühen Han-Zeit

### Anfänge
Der Sturz der vorangegangenen Qin-Dynastie geschah durch mehrere gleichzeitige Bauernaufstände, die sich gegen die gnadenlose Unterdrückung richteten. Den Anlass bildete der Befehl, eine Gruppe von 900 Arbeitern hinzurichten, die aufgrund starker Regenfälle zu spät zur Arbeit an der Großen Mauer gekommen waren. Die Betroffenen erhoben sich und versammelten sich innerhalb weniger Tage zu einer Armee von angeblich 300.000 Mann.
Unter den Anführern dieser Aufstände setzte sich der niedere Beamte Liu Bang durch. Sein Gegenspieler auf kaiserlicher Seite war der Adlige Xiang Yu aus Chu (232–202 v. Chr.), gegen den er seit 206 v. Chr. umsichtig und letztlich erfolgreich kämpfte. Als Xiang Yu fiel, wurde Liu Bang Kaiser. Er ließ den Verwaltungsapparat der Qin-Dynastie weiterbestehen und hielt an der Mehrzahl ihrer Gesetze und Verordnungen fest, sogar am Bücherverbot.
Die Bevölkerung wurde in 24 Rangstufen (jue) eingeordnet. Man konnte gegen besondere Leistungen (Krieg, Steuer, Bestechung) befördert, aber auch als Strafe degradiert werden. Die Leistungen an den Staat bestanden aus Kopfsteuer, Fronarbeit und Militärdienst. Es kam zu Bevölkerungsumsiedlungen, um die Grenze zu verteidigen, Land urbar zu machen und die Ballungsgebiete zu entlasten.
Der Verwaltungsapparat war wie zuvor dreigeteilt: zivile Angelegenheiten, militärische Angelegenheiten und Inspektion/Kontrolle. Das betraf sowohl die Hauptstadt Chang’an, die Provinz (wo man in Kommandanturen jun und Präfekturen xian unterschied) als auch die Lehen, die zunächst noch der kaiserlichen Familie und verdienten Generälen überlassen wurden.
Zur Zeit der Qin- und der Han-Dynastie wurde im Kaiserreich China die Macht der Lehnsträger, d. h. des Adels beseitigt und das Lehnswesen abgeschafft. Das Reich wurde endgültig zentralisiert, in Provinzen gegliedert und durch einen Beamtenapparat verwaltet. Eine dagegen aufbegehrende Revolte der Sieben Königreiche, d. h. alter Lehnsträger, wurde 154 v. Chr. zerschlagen.
Dazu kam die Abwehr der Gefahr durch die Xiongnu unter Kaiser Wu (z. B. 119 v. Chr. verlust- und siegreicher Feldzug an den Orchon in der Mongolei). Ferner erweiterte sich China südwärts durch Unterwerfung der Yue-Volksgruppen bzw. -Königreiche (111 v. Chr. Eroberung von Kanton) oder der Dian (in Yunnan), wodurch auch die Bevölkerung anwuchs. Der Kurs der Han-Politik war damals eindeutig auf Expansion ausgerichtet.

### Kulturelle und wirtschaftliche Expansion
Die Han-Dynastie verzeichnet auch eine kulturelle und wirtschaftliche Blüte. Die Lehren des Konfuzius wurden staatlich anerkannt, auch wenn zunächst der Daoismus dominierte. Ferner hielt der aus Indien stammende Buddhismus seinen Einzug in China. Um 65 v. Chr. bemühte man sich mit beachtlichen Teilerfolgen um die Wiederherstellung der 213 v. Chr. verbrannten und verlorengegangenen Literatur. Auch die chinesische Gartenkultur entwickelte sich maßgeblich weiter.
Die Wirtschaft erlebte einen Aufschwung, erkennbar durch explodierenden Seiden-, Lack- und Jadehandel und eine Vielzahl von Erfindungen: Stahlerzeugung, Schiffsruder (2. Jahrhundert), Handkurbel, Messschieber (Bronzemodell aus dem Jahr 9), Schubkarre, Kettenpumpe (früheste chinesische Erwähnung beim Philosophen Wang Chong um das Jahr 80), Hängebrücke, Bohrung nach Sole (Grabrelief 1. Jahrhundert), Rotationsworfelmaschine, Drillmaschine, Papier (ältester Fund aus der Zeit Kaiser Wus), Seismoskop u. a. Viele der genannten Erfindungen waren allerdings schon zuvor den alten Griechen und Römern bekannt, so dass es sich hierbei um chinesische Parallelerfindungen handelt, was die Leistung des han-zeitlichen Erfindergeists nicht schmälert.
Die wichtigen Wirtschaftszweige Eisen und Salz waren gut ein Jahrhundert lang Staatsmonopole (seit 117 v. Chr.). Es gab allerdings auch private Unternehmen von reichen Kaufmannsfamilien, z. B. auf dem ebenso bedeutsamen Gebiet der Seidenproduktion. Die chinesischen Beamten bemühten sich ferner, die Anbauflächen zu vergrößern, intensiver zu bewirtschaften und die Nomadenstämme an den Grenzen zum Ackerbau zu überreden.
Die wachsende Wirtschaftskraft Han-Chinas und seine politisch-militärische Expansion begünstigten den Handelsverkehr zwischen den chinesischen Ländern und diversen Regionen Asiens. Konkret breitete sich Han-China im Rahmen des Krieges mit den Xiongnu und ihren Vasallen (102/101 v. Chr. und 73–94, letzteres unter General Ban Chao) entlang der Seidenstraße aus. Dem folgte eine Ansiedlung chinesischer Soldaten (die sich hier als Bauern in sogenannten Militärkolonien tuntian selbst versorgten) und ein Strom von Zwischenhändlern in diese Region. Die Loyalität der besiegten Nomaden erkaufte man sich mit umfangreichen Geschenken, die über 1/6 des chinesischen Staatshaushalts ausmachten.
Eine ähnliche Expansion vollzog sich in den subtropischen Gebieten, wo man über Kanton und Nordvietnam die Anbindung an den indo-iranischen Seehandel schaffte. Es entstanden erste Kontakte Han-Chinas nach Persien und (indirekt) sogar zum Römischen Reich. So tauchten laut chinesischen Berichten Gesandte der Römer (Land „Daqin“) erstmals zur Zeit von Marc Aurel in China auf (166, dann 226, 284). Indische Gesandtschaften erreichten zwischen 89 und 105 den Hof, für 132 erwähnte man offizielle Beziehungen nach Java.

## Zwischenperiode der Xin-Dynastie
Aufgrund ihrer wirtschaftlichen Erfolge wurden im Laufe der Zeit reiche Provinzfamilien immer einflussreicher, insbesondere wenn sie die Landwirtschaft mit industriellen Unternehmungen und Handel kombinieren konnten. Eine Familie namens Zhuo in Chengdu beschäftigte z. B. 800 Handwerkssklaven (Eisen, Lacke, Textilien), betrieb Salzhandel und besaß riesige Ländereien.
Dieser wirtschaftliche Erfolg führte über Darlehen und Wucherzinsen zur Enteignung der kleinen Bauern, was auch die hohe Zahl von Sklaven (u. a. Strafverurteilte und zahlungsunfähige Schuldner) erklärt. Kaufleute stellten ihren Reichtum offen zur Schau, so dass es zeitweise Verbote hagelte. Als das nichts half, erhob man Abgaben auf Schiffe und Wagen und führte Staatsmonopole ein. Trotzdem geriet das gesellschaftliche Gleichgewicht durcheinander, was sich zur Regierungszeit des Wang Mang (9–23) im Bürgerkrieg entlud.
Der Sturz der Frühen Han-Dynastie vollzog sich durch die Familie Wang, d. h. die einer Kaiserin. Deren Neffe Wang Mang riss mit ihrer Erlaubnis die Regierung an sich und ernannte sich im Jahr 9 schließlich selbst zum Kaiser. Er wurde durch den gleichzeitigen Bauernaufstand der „Roten Augenbrauen“ und dreier Han-Prinzen 23 gestürzt. Von den Han-Prinzen bestieg Liu Xiu (Kaiser Guang Wu) in mehreren Kämpfen 25 den Thron und begründete die Östliche (Späte) Han-Dynastie.

## Späte Han-Dynastie
Die Thronbesteigung der Späten Han löste die angesammelten Probleme nicht, sie vertagte sie nur. Im Prinzip waren es die Großgrundbesitzer, welche die Späten Han-Kaiser unterstützten, während die Frühen Han noch die Kleinbauern als Gegengewicht zu den Lehensträgern und reichen Familien benutzt hatten.
Zur Zeit der Späten Han kam es zu zunehmenden Bevölkerungsverschiebungen von Norden nach dem Roten Becken in Sichuan und dem Jangtsekiang. Der Grund waren die Unruhen unter den ehemaligen Nomaden (Süd-Xiongnu, Proto-Tibeter). Um 107 erwog man schon einen allgemeinen Rückzug aus dem Nordwesten. Die so entwurzelten Bauern und ehemaligen militärischen Siedler waren auf Landsuche, vermehrten die Arbeitskräfte im Süden und wurden von den reichen Großgrundbesitzern abhängig, die riesige Vermögen anhäuften und eigene Milizen aufstellten.
Der Niedergang des mächtigen Han-Reiches wurden von diversen Entwicklungen eingeleitet. Am Kaiserhof brachen immer wieder oft brutale Machtkämpfe zwischen verschiedenen Gruppierungen aus, die um Einfluss rangen, wobei die letzten Han-Kaiser zunehmend zu Marionetten des Hofes wurden, denen vor allem die Kontrolle über die Zentralverwaltung und die Armee entglitt. Dies wurde noch durch eine andere Entwicklung befördert: Dem stetig wachsenden Einfluss sehr reicher und mächtiger Großgrundbesitzerfamilien, die lokal immer mehr an Macht gewannen, was ebenfalls auf Kosten der kaiserlichen Zentralregierung ging. So wurde in den Provinzen deren Patronage für Militärführer oft wichtiger als eine Anbindung an den fernen Kaiserhof. Zuletzt entstanden zudem Unruhen im Land, die nicht mehr kontrolliert werden konnten.
Der endgültige Untergang der späten Han-Dynastie in der Regierungszeit von Kaiser Ling (168–189) war zunächst begleitet von Unruhen und Banditentum. Dann brach 184 unter den Zhang-Brüdern der religiös-soziale Bauernaufstand der Gelben Turbane aus, der bald das ganze Reich erfasst hatte. Um der Lage Herr zu werden, versah der Kaiser die Provinzgouverneure und Generäle mit weitreichenden Befugnissen und liquidierte damit den Einfluss der Zentralregierung. Dazu gesellte sich die sozial-religiöse Bewegung Fünf-Reisscheffel des Zhang Daoling und seines Enkels Zhang Lu, die ab 190 ein unabhängiges Territorium um Hanzhong kontrollierte. Nach Kaiser Lings Tod brach in der Hauptstadt ein Streit um die Nachfolge aus, bei dem sich der General Dong Zhuo durchsetzte. Er lenkte den letzten Han-Kaiser Xian, bis er einer Verschwörung zum Opfer fiel und ermordet wurde.
Zu dieser Zeit befand sich das Land im Bürgerkrieg. Im Jahr 196 bemächtigte sich der General Cao Cao der Person des Kaisers und versuchte, das Reich wiederzuvereinen. Er scheiterte jedoch in der Schlacht von Chibi (Winter 208) und musste den Jangtsekiang als Südgrenze seines Machtbereichs akzeptieren. Anschließend formierten sich südlich des Jangtsekiang die Reiche der Kriegsherren Liu Bei und Sun Quan. Cao Cao starb im Frühjahr 220, und sein Sohn Cao Pi, der zunächst für den Kaiser regierte, setzte ihn noch im selben Jahr ab und ernannte sich selbst zum Kaiser der Wei-Dynastie. Damit begann in China die Zeit der Drei Reiche.

## Stammtafel

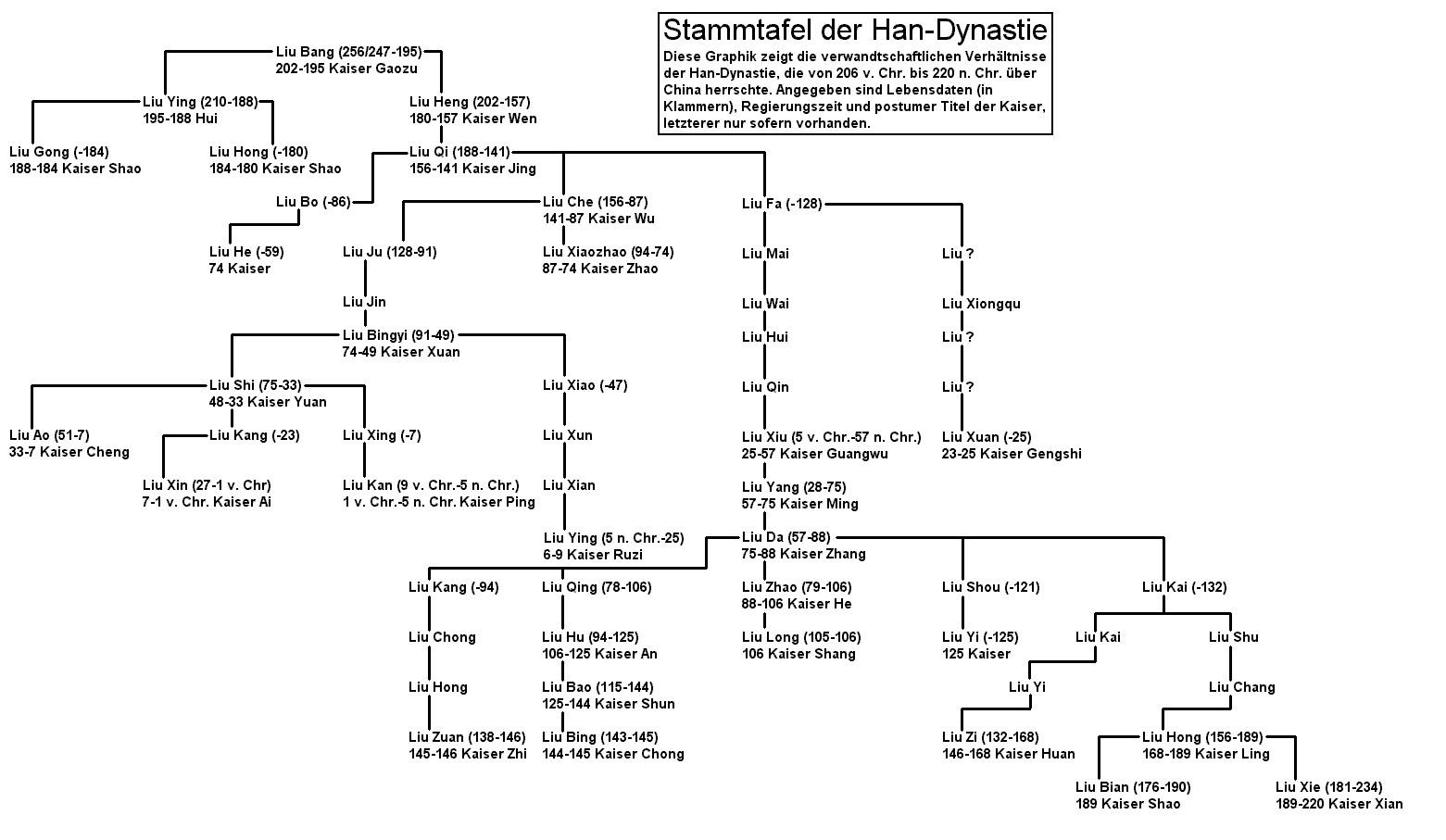
Stammtafel der Han-Dynastie

## Außenbeziehungen
Die Kaiser der Han-Dynastie erhoben den Anspruch, Herrscher über Tianxia, also die gesamte damals bekannte Welt, zu sein. Dieses Tianxia ist aber als politische, nicht als geographische Dimension zu sehen: Den Chinesen war damals sehr wohl bewusst, dass es noch andere Reiche gab, und sie sahen geographisch China als kleinen Teil der Welt. Außenpolitisch setzte sich die Auseinandersetzung mit den innerasiatischen Steppenvölkern als dominierendes Problem während der gesamten Han-Dynastie fort; die südlich und östlich gelegenen Reiche spielten für die Han-Kaiser eine untergeordnete Rolle.
Xiongnu
Im Jahr 209 v. Chr. gelang es dem Chanyu Mao-tun, die Xiongnu zu vereinen und politisch besser zu organisieren. Er gründete eine Hauptstadt in der Äußeren Mongolei und vergrößerte das von den Xiongnu beherrschte Territorium erheblich, unter anderem eroberten sie während des Krieges am Übergang von Qin zu Han das Ordos-Plateau zurück. Die Xiongnu stellten aufgrund ihrer häufigen Angriffe in das Han-Grenzgebiet, aber auch wegen der Gefahr von Überläufern von Han zu den Xiongnu eine große Gefahr dar. Kaiser Gaozu nahm den Abfall des Königs von Han im Jahre 200 v. Chr. zum Anlass, gegen die Xiongnu ins Feld zu ziehen. Es gelang ihm, mit 300.000 Mann die Xiongnu bis nach Pingcheng im Norden des heutigen Shanxi zurückzudrängen. Dort wurden sie jedoch vom Xiongnu-Reiterheer umkreist und der Kaiser kam nur knapp mit dem Leben davon.
Die Folge dieser verheerenden Niederlage war die von Liu Jing ersonnene Heqin-Politik. Sie sah vor, dass eine Han-Prinzessin dem Chanyu der Xiongnu zur Frau gegeben würde, dass Han regelmäßig „Geschenke“ an die Xiongnu senden würde und dass sich der Chanyu und der Han-Kaiser gegenseitig als Herrscher brüderlicher Staaten mit gleichem Status anerkennen. Im Jahr 198 v. Chr. wurde die erste (angebliche) Prinzessin zum Chanyu gebracht, womit der Vertrag in Kraft trat. Diese Politik der Heiratsallianzen war für China allerdings sehr teuer und erreichte seine Ziele nicht. Die „Geschenke“, die den Xiongnu zustanden, wurden immer umfangreicher und die Xiongnu, beflügelt durch ihre rasche territoriale Expansion, immer dreister: Nach dem Tod des Kaisers Gaozu verlangte der Chanyu sogar seine Witwe zur Frau. Die Grenzgebiete wurden durch die Xiongnu trotz des Friedensvertrages regelmäßig geplündert, wobei die Chanyu die Aktionen häufig persönlich führten.
Eine aktivere Politik gegenüber den Xiongnu konnte erst verfolgt werden, als unter Kaiser Wudi das Reich finanziell und militärisch konsolidiert war. Ein Hinterhalt, mit dem man des Chanyu habhaft werden wollte, schlug 134 v. Chr. fehl. 127 v. Chr. gelang es General Wei Qing, die Ordos-Region zurückzuerobern, 121 und 119 v. Chr. zogen unter Huo Qubing und Wei Qing massive Kavallerieaufgebote gegen die Xiongnu uns Feld und schafften es, die Xiongnu in Richtung Norden zu verdrängen. In der Folge wurde der Gansu-Korridor Teil des Han-Reiches und vier neue Kommandanturen wurden gegründet: Jiuquan, Zhangyi, Dunhuang und Wuwei. Aufgrund chronischen Pferdemangels konnten weitere Schläge gegen die Xiongnu nicht durchgeführt werden.

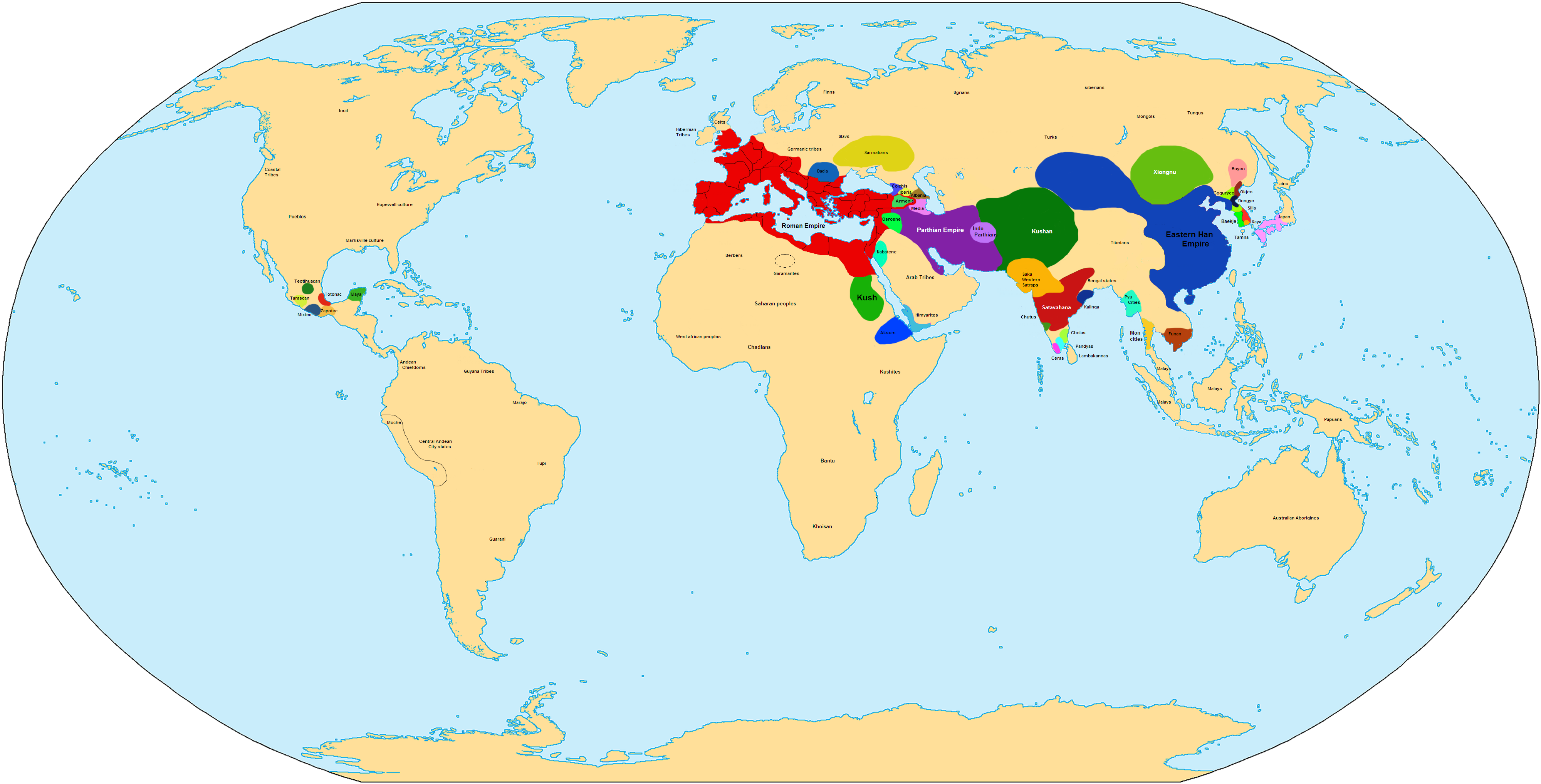
Weltkarte um 100 n. Chr.